# NGC 2799
NGC 2799 (również PGC 26238 lub UGC 4909) – magellaniczna galaktyka spiralna z poprzeczką (SBm), znajdująca się w gwiazdozbiorze Rysia. Odkrył ją Ralph Copeland 9 marca 1874 roku. Oddziałuje grawitacyjnie z sąsiednią NGC 2798, obie te galaktyki stanowią obiekt Arp 283 w Atlasie Osobliwych Galaktyk.